# William Frederick Fisher
William Frederick Fisher dr. (Dallas, Texas, 1946. április 1.–) amerikai orvos, űrhajós. Felesége Anna Lee Tingle Fisher űrhajósnő volt.

## Életpálya
1968-ban a Stanford Egyetemen biológiából szerzett diplomát. 1971-ne az  University of Florida keretében mikrobiológiából diplomázott. Ugyanitt 1975-ben orvosi – általános sebész – vizsgát tett. 1980-ban az University of Houston keretében űrhajózási mérnöki vizsgát tett. Polgári pilótaként 2000 órát töltött a levegőben (motoros- és sugárhajtású, űrrepülő).
1980. május 19-től a Lyndon B. Johnson Űrközpontban részesült űrhajóskiképzésben. Kiképzett űrhajósként, orvosként tagja volt az 1980-1982 közötti űrrepülések (az első négy), valamint az STS–8 és STS–9 támogató (tanácsadó, problémamegoldó) csapatának. Az Űrhajózási Iroda megbízásából az Extravehicular Mobility Unit (szkafander), az űrrepülőgép szimulátor kialakításában, tesztelésében. 1983-tól a NASA fejlesztőcsapat igazgatóhelyettese, valamint több más program (egészségmegőrző, legénység kiválasztása, magatartási szabályok az űrállomáson) résztvevője. Egy űrszolgálata alatt összesen 7 napot, 2 órát, 17 percet és 42 másodpercet (170 óra) töltött a világűrben. Űrhajós pályafutását 1991. január 31-én fejezte be. Magánpraxist folytat Emergency Medicine (Houston).

## Űrrepülések
STS–51–I, a Discovery űrrepülőgép 6. repülésének küldetésfelelőse. Pályára állítottak három kommunikációs műholdat, visszanyerve megjavítottak egyet. Egy űrszolgálata alatt összesen 7 napot, 2 órát, 17 percet és 42 másodpercet (170 óra) töltött a világűrben. Kettő űrséta alatt James van Hoften társával megjavították a Canadarm (RMS) manipulátor kart valamint a visszanyert Syncom 4 F-4 műholdat. Összesen 11 óra 46 percet töltöttek az űrrepülőgépen kívül. 4 698 602 kilométert (2 919 576 mérföldet) repült, 112 alkalommal kerülte meg a Földet.